# Mihovil Pavlinović
Mihovil Pavlinović (28. ledna 1831 Podgora – 18. května 1887 Podgora) byl rakouský kněz a politik chorvatské národnosti z Dalmácie, v 2. polovině 19. století poslanec Říšské rady.

## Biografie
Studoval na semináři v Zadaru a roku 1854 absolvoval bohoslovectví u františkánů v Makarské. Téhož roku byl vysvěcen na kněze a nastoupil jako duchovní do obce Drašnice. Následně od roku 1855 až do roku 1870 působil jako kněz v obci Podgora. Byl aktivní i politicky. Od roku 1860 patřil mezi stoupence dalmatské Národní strany, která se hlásila k chorvatskému národnímu hnutí a podporovala spojení Dalmácie s Chorvatskem a Slavonií. Dlouhodobě zasedal jako poslanec Dalmatského zemského sněmu, kam byl zvolen již v prvních volbách roku 1861 a kde pronesl jako první projev v chorvatštině (v té době politickému životu v Dalmácii ještě dominovali tzv. autonomaši, kteří byli kulturně orientováni italsky). Kromě toho byl v roce 1865 zvolen i poslancem Chorvatského sněmu (v Chorvatském království). Roku 1862 patřil mezi zakladatele liberálně-demokratického listu Il Nazionale.
Zasedal rovněž coby poslanec Říšské rady (celostátního parlamentu Předlitavska), kam poprvé usedl v prvních přímých volbách roku 1873. Zastupoval kurii venkovských obcí v Dalmácii, obvod Sinj, Imotski, Makarska atd. Slib složil 19. listopadu 1873. Do parlamentu se vrátil ve volbách roku 1885 za týž obvod. Zasedal zde do své smrti roku 1887. V roce 1873 se uvádí jako Michael Pawlinović, kněz, bytem Podgora. V parlamentu zastupoval opoziční slovanský blok. V roce 1878 byl členem poslaneckého klubu pravého středu.
V roce 1883 navrhoval ustanovení chorvatštiny jako oficiálního úředního jazyka v Dalmácii. Prosazoval reformu Rakouska-Uherska ve federalistickém duchu. Byl aktivní při rozvoji sítě veřejných knihoven. Působil rovněž jako spisovatel. Během svých poslaneckých pobytů ve Vídni sloužil mše v slovanském jazyce.
Zemřel v květnu 1887. Příčinou úmrtí byly souchotiny.